# Clare (Suffolk)
Clare is een civil parish in het bestuurlijke gebied Suffolk, in het Engelse graafschap Suffolk. In 2001 telde het civil parish 1975 inwoners.
De naam van het plaatsje komt terug in de namen van de graven en hertogen van Clarence. Clare komt in het Domesday Book (1086) voor als 'Clara'.